# 烏爾賴赫斯山 (蒂爾尼茨阿爾卑斯山脈)
47°49′38″N 15°26′34″E / 47.82722°N 15.44278°E
烏爾賴赫斯山（德語：Ulreichsberg），是奧地利的山峰，位於該國東北部，由下奧地利州負責管轄，屬於蒂爾尼茨阿爾卑斯山脈的一部分，海拔高度1,276米，每年平均降雨量1,594毫米。